# José Moreno Díaz
José Moreno Díaz (Vallecas, 4 de enero de 1878-Pamplona, c. febrero de 1949) alias Pepe Perla, fue un político falangista y militar español. Consejero nacional de Falange Española de las JONS con José Antonio Primo de Rivera, y, ya durante la Guerra Civil, jefe provincial del partido en Navarra, el 2 de septiembre de 1936 se convirtió en uno de los miembros de la Junta Provisional de Mando del partido que se constituyó en Valladolid el 2 de septiembre de 1936. Teniente coronel de caballería retirado y propietario del Hotel La Perla en Pamplona, el 16 de abril de 1937 desafió en Salamanca el liderazgo de Manuel Hedilla junto a Sancho Dávila y Agustín Aznar, proclamando un triunvirato al frente de la Falange, contestado por Hedilla. Tras el Decreto de Unificación fue detenido por Franco al igual que otros falangistas como el propio Hedilla, Martín Almagro Basch, Daniel López Huertas, Felipe Ximénez de Sandoval, Maximiano García Venero, Víctor de la Serna y Fernando Ruiz de la Prada. Fue procurador de las Cortes franquistas entre 1943 y 1946 y jefe provincial de Falange Española Tradicionalista y de las JONS y gobernador civil de Badajoz entre octubre de 1943 y 1944.